# Инис-Лландуин
И́нис-Лла́ндуин (валл. Ynys Llanddwyn) — это небольшой остров на севере Англси (Уэльс), близ деревни Ньюборо.
По геологическому строению остров очень интересен: здесь присутствуют складки лавы, формирований яшмы и эоловые отложения. Остров также является частью национального заповедника Ньюборо Уоррен, который также включает в себя обширную и богатую растительным миром систему песчаных дюн.
Остров очень богат легендами, которые связаны с Дуинуэн (валл. Santes Dwynwen). Лландуин означает «церковь святой Дуинуэн», а сама Дуинуэн — это валлийская покровительница всех влюблённых, «аналог» святого Валентина. День святой Дуинуэн празднуется валлийцами 25 января, в этот день друг другу дарят открытки и цветы.
Здесь насчитывается более 16 км (10 миль) пешеходных дорожек, пересекающих остров Лландуин и Ньюборо Уоррен, включая набережные Ангсли. Пешеходные дорожки на острове — очень популярные места среди туристов, даже несмотря на то, что от ближайшей автостоянки до острова целая миля (1,6 км).
За свою чистоту лландуинский пляж получил награду «Пляж голубого флага» (англ. Blue Flag beach).

## Лландуин в кино
- В 2004 году на острове снимался триллер «Полусвет». Старый маяк, который находился на острове, играл в фильме ключевую роль. Маяк был приукрашен компьютерной графикой: в фильме был добавлен свет, чтобы создать эффект работающего маяка, а также разукрашены стены.

## Фотографии Лландуина

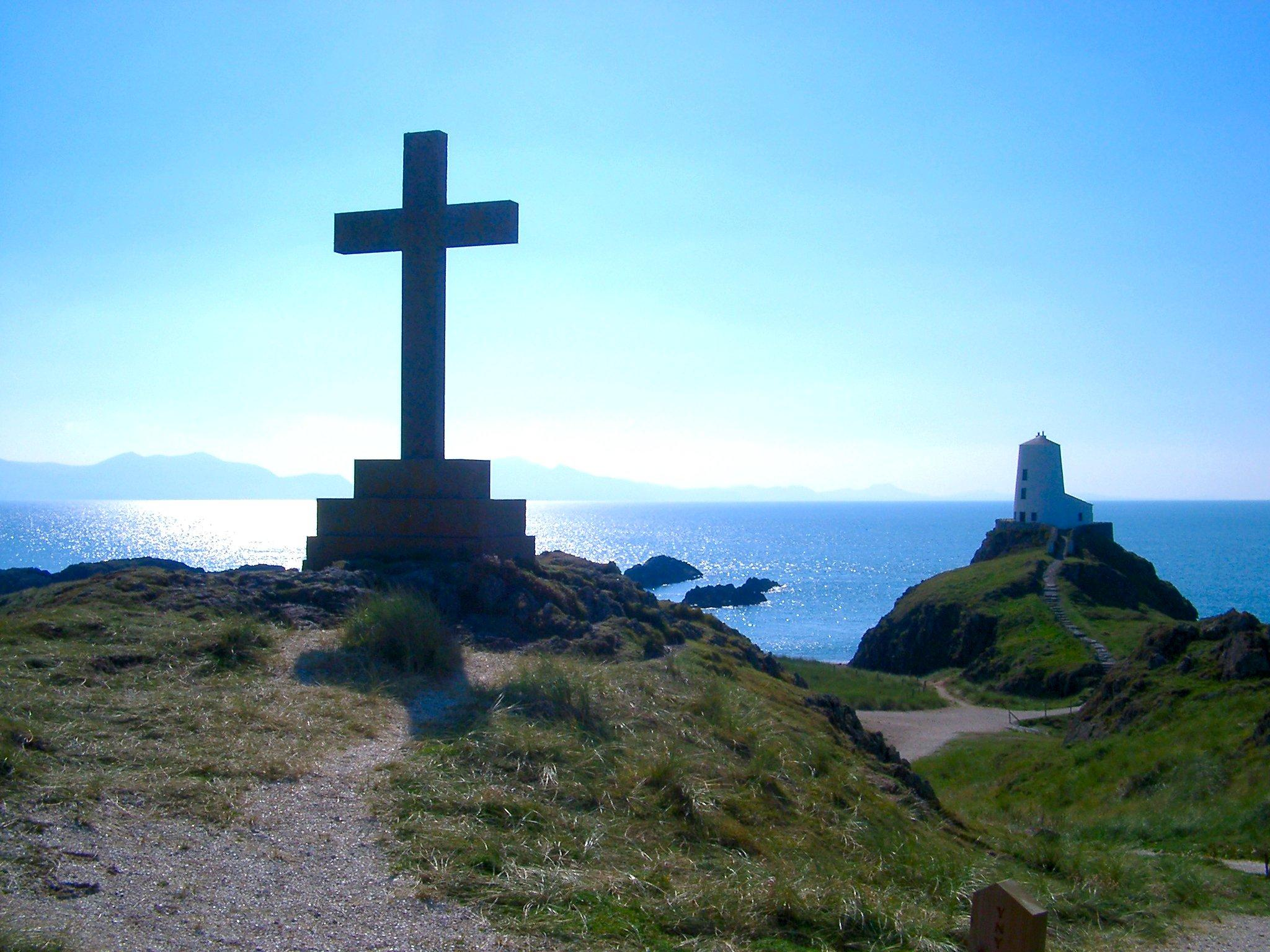
Большой маяк и крест
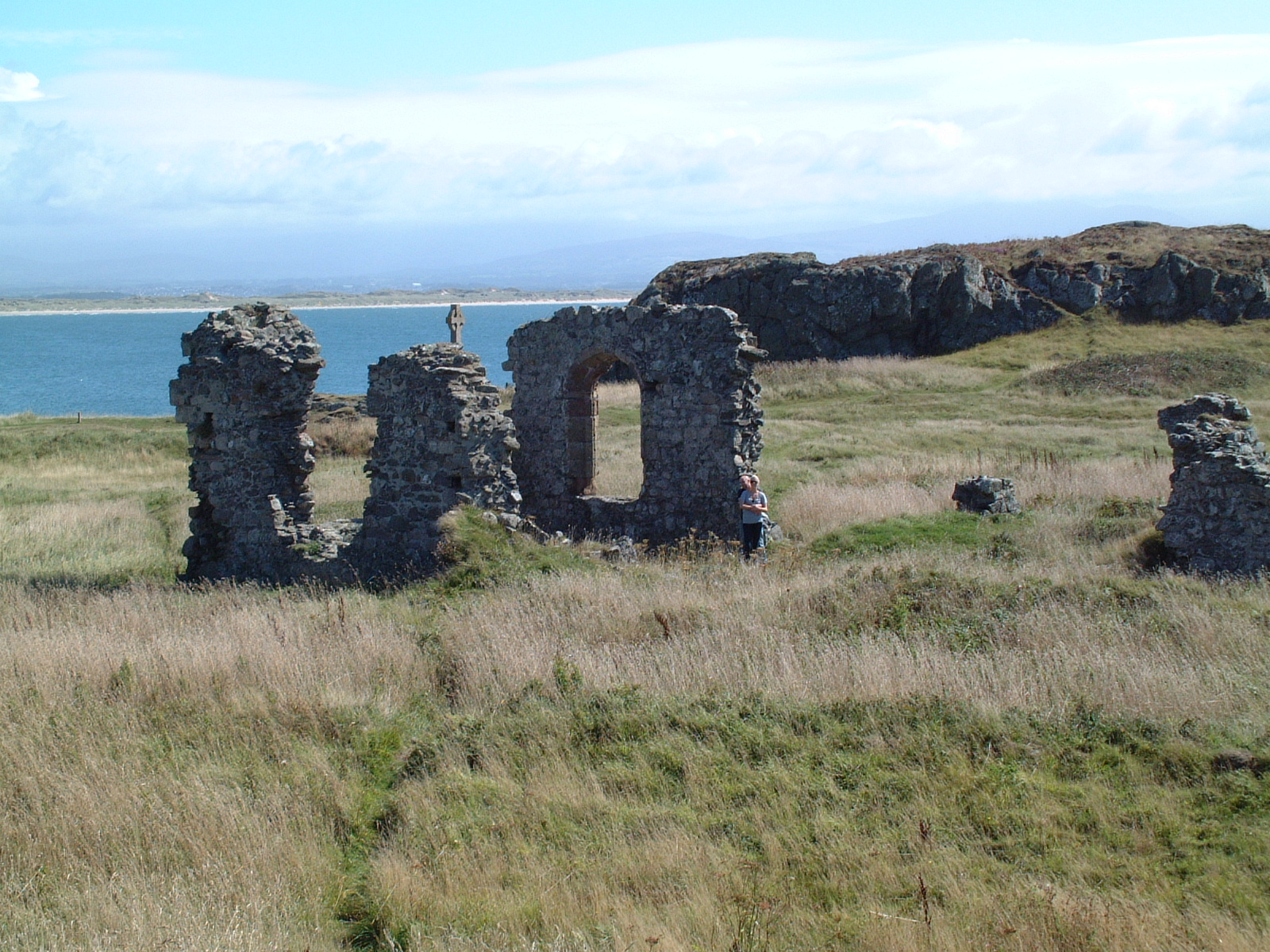
Церковь святой Дуинуэн
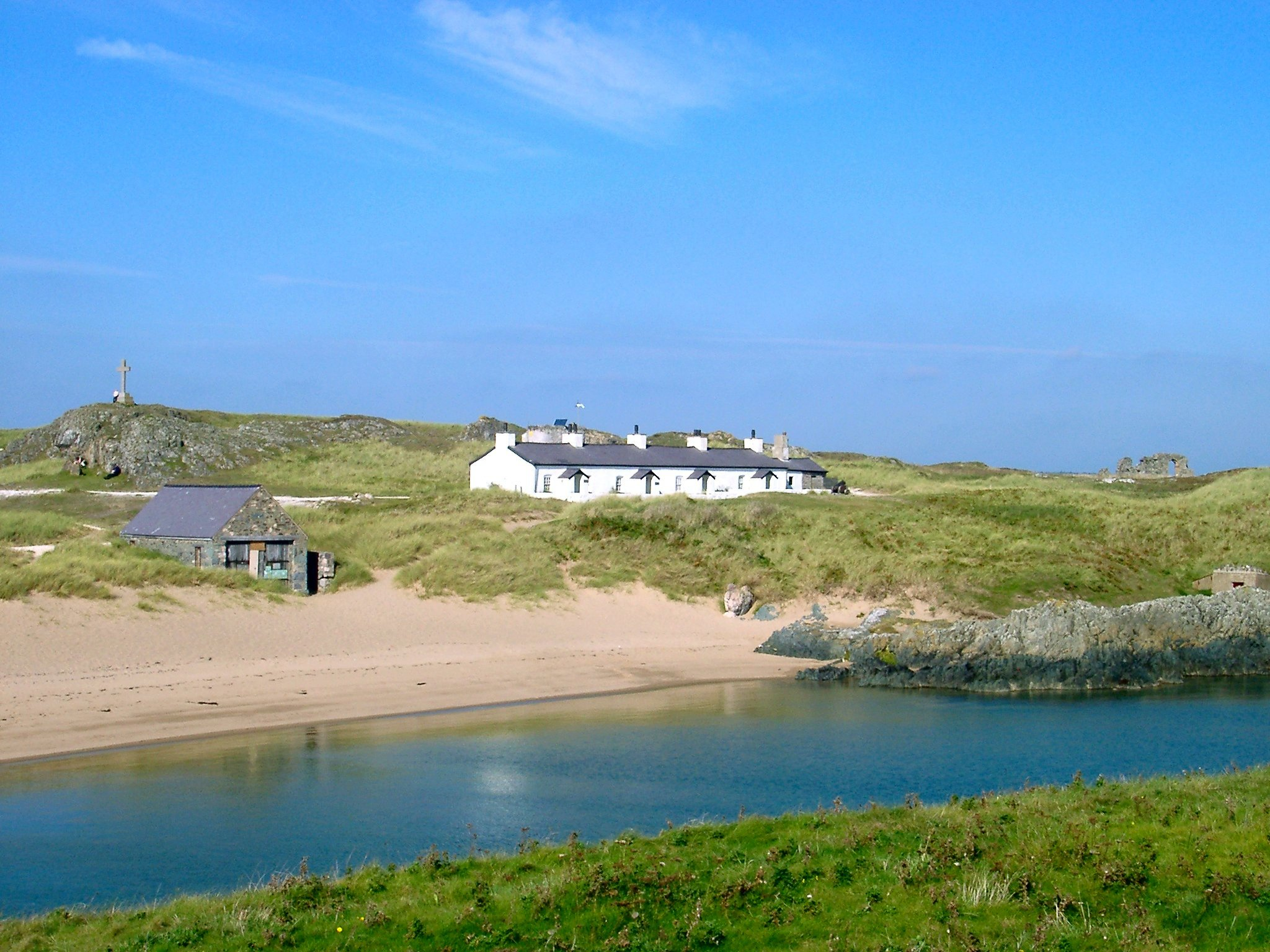
Домики спасателей